# Teya Dora
Teya Dora (en serbio Теја Дора), seudónimo de Teodora Pavlovska (en serbio Теодора Павловска; Bor, 1 de mayo de 1992), es una cantautora serbia, principalmente conocida por el éxito viral del sencillo Džanum.
Representó a Serbia en el Festival de la Canción de Eurovisión 2024 con la canción Ramonda.

## Biografía
Nacida en Bor, Serbia, más tarde se mudó a Belgrado. Luego continuó sus estudios en el Berklee College of Music de Boston, Estados Unidos, donde siguió algunos cursos junto con Charlie Puth. Después de graduarse, vivió en Nueva York, donde comenzó a trabajar como compositora.
En 2018, lanzó su carrera en la escena musical serbia como compositora y cantautora. Escribió la canción principal del álbum de Nikolija de 2019, Yin & Yang, y también colaboró con Teodora y Nataša Bekvalac, entre otros.
Teya Dora lanzó su primera canción como artista, Da na meni je, en julio de 2019 con un éxito inmediato. Entre 2020 y 2023, compuso varias canciones para la serie cinematográfica serbia Južni vetar. En 2023, lanzó la canción Džanum, que se hizo popular en varias plataformas de redes sociales como TikTok después del tiroteo en la escuela de Belgrado; el sencillo alcanzó el puesto número 6 en la lista Croatia Songs de Billboard y el puesto 4 en la lista Global Daily Viral Songs de Spotify.
En enero de 2023, se reveló la lista de canciones que competirían en el Pesma za Evroviziju '23, la selección nacional serbia para el Festival de la Canción de Eurovisión 2023, que incluía una composición de Teya Dora, Posle mene, cantada por Filarri.
El 21 de diciembre de 2023, fue anunciada entre los participantes de Pesma za Evroviziju '24 con la canción Ramonda. El 29 de febrero de 2024, actuó durante la segunda semifinal del programa, donde se clasificó para la final. El 3 de marzo siguiente, fue declarada ganadora en la final del programa, tras quedar en primer lugar en la votación del jurado y en segundo lugar en el televoto. Teya Dora se clasificó para la final de Eurovisión terminando la primera semifinal en el décimo lugar. Ya en la final del 11 de mayo, la serbia terminó en el puesto 17 con 54 puntos.

## Discografía

### Sencillos
Como artista principal
- 2019 – Da na meni je
- 2020 – Oluja
- 2021 – Ulice (con Nikolija)
- 2022 – U ilegali
- 2022 – Zavejan (con Yungkulovski)
- 2022 – Pusti me
- 2022 – Vozi me
- 2023 – Džanum
- 2023 – ATaMala (con Albino)
- 2024 – Ramonda

Como artista invitada
- 2023 – U jbt (X feat. Teya Dora)